# Pamětní medaile 10. výročí ozbrojených sil Kazachstánu
Pamětní medaile 10. výročí ozbrojených sil Kazachstánu (kazašsky Қазақстан Республикасының Қарулы Күштеріне 10 жыл) je státní vyznamenání Kazachstánu založené prezidentem Nursultanem Nazarbajevem 7. května 2002 spolu s dalšími kazachstánskými medailemi určenými k oceňování příslušníků ozbrojených sil Kazachstánu.

## Historie
Medaile byla založena Nursultanem Nazarbajevem prezidentským dekretem č. 865 ze dne 7. května 2002 spolu s dalšími kazachstánskými medailemi určenými k vyznamenávání příslušníků ozbrojených sil. Spolu s ní byly založeny Medaile Za bezvadnou službu, Medaile Veterán ozbrojených sil Kazachstánu, Medaile Za posílení vojenské spolupráce a Medaile Za účast na mírových operacích. Pamětní medaile 10. výročí ozbrojených sil Kazachstánu byly vyráběny ve městě Öskemen.

## Pravidla udílení
Medaile byla udělena vojákům s výborným charakterem a příkladně plnícím své služební povinnosti, kteří byli příslušníky ozbrojených sil Kazachstánu k rozhodnému datu 7. května 2002. Udělena byla i dalším osobám, které se významně zasloužili o budování ozbrojených sil Kazachstánu.

## Popis medaile
Medaile kulatého tvaru o průměru 34 mm je vyrobená z mosazi. Na přední straně je pěticípá konvexní rubínově zbarvená hvězda s hladkými cípy. Uprostřed hvězdy je stylizované slunce. Hvězdu ve spodní části protíná orel s roztaženými křídly. Mezi horními třemi cípy medaile jsou shluky o pěti paprscích. Při vnějším okraji medaile je vavřínový věnec. Pod hvězdou jsou dva letopočty 1992 a 2002. Na zadní straně je uprostřed medaile nápis Қазақстан Республикасының Қарулы Күштеріне 10 жыл. Okraj medaile je na obou stranách vyvýšen.
Stuhou z hedvábného moaré je potažena kovová destička ve tvaru šestiúhelníku. Destička je vysoká 50 mm a široká 32 mm. Ve středu stužky jsou dva žluté proužky široké 3 mm, které jsou od sebe odděleny červeným proužkem širokým 2 mm. Na žluté proužky navazují pruhy modré barvy široké 9 mm. Okraje jsou lemovány tmavě zelenými proužky o šířce 2 mm. Celková šířka stuhy je 30 mm.